# Éperonnier à queue bronzée
Polyplectron chalcurum
Espèce
Statut de conservation UICN

 LC  : Préoccupation mineure
L'Éperonnier à queue bronzée (Polyplectron chalcurum) est une espèce d'oiseaux de la famille des Phasianidae.

## Distribution
Bukit Barisan

## Sous-espèces
D'après la classification de référence (version 5.2, 2015) du Congrès ornithologique international, cette espèce est constituée des sous-espèces suivantes :
- P. c. chalcurum Lesson, 1831, éperonnier à queue bronzée du sud : montagnes du sud de Sumatra (au sud de l’équateur).
- P. c. scutulatum Chasen & Hoogerwerf, 1941, éperonnier à queue bronzée du nord : montagnes du nord de Sumatra.

## Dénomination
Lesson en 1831 avait nommé l’éperonnier à queue bronzée « Polyplectron chalcurum ». Le nom spécifique chalcurum fait référence à la coloration cuivrée de la queue du mâle et vient du grec « chalkos » (cuivré) et « oura » (queue). L’ancien nom générique Chalcurus, abusivement instauré par Rothschild en 1903 pour inopinatus et repris par Beebe (1918-22) pour chalcurus est totalement inusité actuellement.

## Habitat
L’éperonnier à queue bronzée fréquente différents types de forêts de moyenne montagne entre 800 et 1700 m, le long de la chaîne centrale (van Balen & Holmes 1993). Ainsi il a été observé dans la forêt primaire non modifiée par l’homme ou ayant subi des coupes ainsi que dans des plantations de pin et dans des lambeaux forestiers isolés (Madge & McGowan 2002). Sa présence en milieux dégradés ou secondaires n’est d’ailleurs pas une preuve de son adaptation et de sa reproduction dans ces milieux où il ne ferait que survivre (Davison 1986) ; l’ensemble des observations semble démontrer qu’il s’agit d’un oiseau inféodé principalement aux milieux primaires.

## Alimentation
Peu d’informations hormis les analyses de contenus d’estomacs rapportées par Beebe (1918-22) qui avaient révélé la présence d’insectes et de petits fruits.

## Comportement non social
Il s’agit d’une espèce farouche, menant une vie effacée, rarement observée dans son milieu naturel et disparaissant furtivement dans le sous-bois au moindre dérangement.

## Comportement social
Il n’est pas connu en milieu naturel et repose seulement sur des suppositions comme un régime présumé monogame en raison du faible dimorphisme sexuel, de la simplicité de la parade nuptiale et de l’apparente absence de comportement territorial.

## Parade nuptiale
Le mâle exécute une parade nuptiale latérale assez simple. Il s’approche très près de la femelle, gonfle les plumes de la poitrine et étend l’aile, du côté de sa partenaire, jusqu’à terre. Puis il déploie partiellement la queue, la relève légèrement et l’incline vers la femelle pour exhiber les bordures métalliques de ses rectrices. Ainsi paré, il la suit dans ses déplacements et piétine autour d’elle tout en émettant un doux gloussement. La copulation peut alors se produire sans autres prémices.

## Nidification
Pas d’informations émanant du milieu naturel.

## Statut, conservation
Fuller et Garson (2000) et Birdlife International (2004) considèrent l’espèce comme « globalement non menacée ». Madge & McGowan (2002) la disent localement commune. La destruction et la dégradation de l’habitat par les activités de bûcheronnage ainsi que par la chasse (notamment à Brestagi mais probablement ailleurs) constituent les principales menaces (Hennache & Ottaviani 2006).
McGowan & Garson (1995) préconisent une surveillance des zones protégées afin de déterminer une éventuelle extension de la répartition et de définir plus précisément les exigences écologiques de l’espèce. Mais cette mesure doit entrer dans le cadre d’une protection plus globale de l’avifaune de ces aires privilégiées qui doivent aussi être gérées plus efficacement. Enfin la chasse doit également faire l’objet d’un meilleur contrôle.